# Macrogomphus kerri
Macrogomphus kerri är en trollsländeart som beskrevs av Fraser 1932. Macrogomphus kerri ingår i släktet Macrogomphus och familjen flodtrollsländor. IUCN kategoriserar arten globalt som otillräckligt studerad. Inga underarter finns listade i Catalogue of Life.